# Bohumil Klícha
Bohumil Klícha (7. září 1905 Čejetice u Mladé Boleslavi – cca 1978) byl český a československý politik Komunistické strany Československa a poválečný poslanec Ústavodárného Národního shromáždění a Národního shromáždění ČSR.

## Biografie
Vyučil se zedníkem, ale této profesi se výrazněji nevěnoval. Pracoval jako zemědělský dělník. Členem KSČ byl od roku 1926. Roku 1927 byl zvolen do krajského výboru v Českých Budějovicích. V roce 1932 odjel do Sovětského svazu, kde studoval v Moskvě. Absolvoval zde jedenáctiměsíční školu. Po návratu působil jako organizační tajemník KV KSČ v Českých Budějovicích a krajský instruktor v Praze. Od roku 1937 byl tajemníkem KV KSČ v Moravské Ostravě pro okresy Vsetín, Valašské Klobouky a Valašské Meziříčí.
Od dubna 1939 až do konce války byl vězněn v nacistickém koncentračním táboře Sachsenhausen, kde mezi jeho spolupracovníky patřil Antonín Zápotocký.
Po osvobození se vrátil i do politického života. Byl vedoucím tajemníkem OV KSČ Vsetín a místopředsedou KV KSČ v Gottwaldově. Zastával i celostátní stranické posty. V období listopad 1948 až 1950 byl členem Komise stranické kontroly KSČ. Podle jiného zdroje byl členem Komise stranické kontroly ÚV KSČ od ledna 1949 až do března 1953. Dostal se zde do sporu s funkcionářkou Jarmilou Taussigovou. V roce 1950 přešel coby člen Komise stranické kontroly na ministerstvo národní bezpečnosti, kde byl velitelem kontrolního odboru. V letech 1948–1952 byl zaměstnancem ministerstva vnitra.
V parlamentních volbách v roce 1946 byl zvolen poslancem Ústavodárného Národního shromáždění za KSČ. V parlamentu setrval do konce funkčního období, tedy do voleb do Národního shromáždění roku 1948, v nichž byl zvolen do Národního shromáždění za KSČ ve volebním kraji Ostrava. Mandát zastával do konce funkčního období, tedy do roku 1954.
Koncem 70. let vyšla kniha jeho vzpomínek nazvaná Revoluční školou života.